# Scavolini (Unternehmen)
Die Scavolini S.p.A. ist ein international tätiger italienischer Küchen- und Möbelhersteller. Das in Montelabbate in der Provinz Pesaro und Urbino ansässige Familienunternehmen entwickelt, produziert und vertreibt Einbauküchen sowie Küchenmöbel wie Tische, Stühle und Hocker. 

## Geschichte
Gegründet wurde das Unternehmen 1961 durch die Brüder Valter und Elvino Scavolini anfangs als handwerklich geführte Werkstatt in Pesaro. 1962 brachten die beiden ihre ersten Einbauküchen auf den Markt. Nachdem der Unternehmenssitz in den 1960er Jahren erweitert und verschiedene Innovationen eingeführt wurden, setzte ab den 1970er Jahren mit dem Ausbau des Handelsnetzes eine weitere Expansionsphase ein. In dieser Zeit lancierte Scavolini seine erste landesweiten Werbekampagnen und übernahm 1975 den seither als Scavolini Pesaro bekannten Basketballverein, dessen Hauptsponsor Scavolini noch heute ist. 
In den 1980er Jahren avancierte Scavolini zu Italiens führendem Küchenproduzenten. Das Unternehmen setzte weiter auf Sponsoring, unter anderem im Kulturbereich als Sponsor des alljährlich im Sommer durchgeführten Rossini Opera Festival in Pesaro. Fortgesetzt wurden ebenfalls die Werbekampagnen, die ab 1988 mit der Verpflichtung von Lorella Cuccarini als eine der beliebtesten Showgirls und Fernsehmoderatorinnen der zweiten Hälfte der 1980er und der 1990er Jahre eine weitere Intensivierung erfuhr. Seine Führungsposition baute das Unternehmen in den 1990er Jahren mit der Übernahme des Küchenherstellers Ernestomeda und der internationalen Expansion weiter aus. Seit 2003 ist Scavolini zudem Hauptsponsor der Damen-Volleyballmannschaft Robursport Volley Pesaro, mittlerweile ebenfalls als Scavolini Pesaro bekannt.
Heute verfügt das Unternehmen in Italien über mehr als 40 eigene Fachgeschäfte. Zusätzlich werden die Produkte über ein Netz von 1000 Händlern in Italien vertrieben. Insgesamt führt Scavolini weltweit über 150 eigene Fachgeschäfte und exportiert in mehr als 50 Ländern mit einem Exportanteil von rund 16 Prozent. Das Unternehmen beschäftigt rund 700 Mitarbeiter und erwirtschaftete 2018 einen Umsatz von 225 Millionen Euro.